# Vaupoisson
Vaupoisson es una comuna francesa situada en el departamento de Aube, en la región de Gran Este.

## Demografía
| 145 | 152 | 146 | 133 | 151 | 139 | 116 |
| Para los censos de 1962 a 1999 la población legal corresponde a la población sin duplicidades (Fuente: INSEE [Consultar]) |     |     |     |     |     |     |